# MTV Video Music Awards 2024
Die MTV Video Music Awards 2024 wurden am 11. September 2024 in der UBS Arena, Long Island, New York verliehen.
Taylor Swift ist mit zwölf Mal am häufigsten nominiert.

## Nominierungen und Gewinner
Die ersten Nominierungen wurden am 6. August 2024 verkündet. Weitere Nominierungen werden am 30. August bekannt gegeben. Die Sieger sind fett markiert.
| Video of the Year | Song of the Year |
| --- | --- |
| Taylor Swift featuring Post Malone – Fortnight - Ariana Grande – We Can’t Be Friends (Wait for Your Love) - Billie Eilish – Lunch - Doja Cat – Paint the Town Red - Eminem – Houdini - SZA – Snooze | Sabrina Carpenter – Espresso - Beyoncé – Texas Hold ’Em - Jack Harlow – Lovin on Me - Kendrick Lamar – Not Like Us - Taylor Swift featuring Post Malone – Fortnight - Teddy Swims – Lose Control |
| Artist of the Year | Best New Artist |
| Taylor Swift - Ariana Grande - Bad Bunny - Eminem - Sabrina Carpenter - SZA | Chappell Roan - Benson Boone - Gracie Abrams - Shaboozey - Teddy Swims - Tyla |
| Push Performance of the Year | Best Collaboration |
| June 2024: Le Sserafim – Easy - August 2023: Kaliii – Area Codes - September 2023: GloRilla – Lick or Sum - October 2023: Benson Boone – In the Stars - November 2023: Coco Jones – ICU - December 2023: Victoria Monét – On My Mam - January 2024: Jessie Murph – Wild Ones - February 2024: Teddy Swims – Lose Control - March 2024: Chappell Roan – Red Wine Supernova - April 2024: Flyana Boss – Yeaaa - May 2024: Laufey – Goddess - July 2024: The Warning – Automatic Sun | Taylor Swift featuring Post Malone – Fortnight - Drake featuring Sexyy Red & SZA – Rich Baby Daddy - GloRilla and Megan Thee Stallion – Wanna Be - Jessie Murph featuring Jelly Roll – Wild Ones - Jung Kook featuring Latto – Seven - Post Malone featuring Morgan Wallen – I Had Some Help |
| Best Pop | Best Hip Hop |
| Taylor Swift - Camila Cabello - Dua Lipa - Olivia Rodrigo - Sabrina Carpenter - Tate McRae | Eminem – Houdini - Drake featuring Sexyy Red & SZA – Rich Baby Daddy - GloRilla – Yeah Glo! - Gunna – FukUMean - Megan Thee Stallion – Boa - Travis Scott featuring Playboi Carti – Fe!n |
| Best R&B | Best K-Pop |
| SZA – Snooze - Alicia Keys – Lifeline - Muni Long – Made for Me - Tyla – Water - Usher, Summer Walker and 21 Savage – Good Good - Victoria Monét – On My Mama | Lisa – Rockstar - Jung Kook featuring Latto – Seven - NCT Dream – Smoothie - NewJeans – Super Shy - Stray Kids – Lalalala - Tomorrow X Together – Deja Vu |
| Best Latin | Best Rock |
| Anitta – Mil Veces - Bad Bunny – Monaco - Karol G – Mi Ex Tenía Razón - Myke Towers – Lala - Peso Pluma and Anitta – Bellakeo - Rauw Alejandro – Touching The Sky - Shakira and Cardi B – Puntería | Lenny Kravitz – Human - Bon Jovi – Legendary - Coldplay – Feels Like I’m Falling in Love - Green Day – Dilemma - Kings of Leon – Mustang - U2 – Atomic City |
| Best Alternative | Best Afrobeats |
| Benson Boone – Beautiful Things - Bleachers – Tiny Moves - Hozier – Too Sweet - Imagine Dragons – Eyes Closed - Linkin Park – Friendly Fire - Teddy Swims – Lose Control (Live) | Tyla – Water - Ayra Starr featuring Giveon – Last Heartbreak Song - Burna Boy – City Boys - Chris Brown featuring Davido and Lojay – Sensational - Tems – Love Me JeJe - Usher and Pheelz – Ruin |
| Video for Good | Song of the Summer |
| Billie Eilish – What Was I Made For? - Alexander Stewart – If Only You Knew - Coldplay – Feels Like I’m Falling in Love - Joyner Lucas and Jelly Roll – Best for Me - RAYE – Genesis - Tyler Childers – In Your Love | Taylor Swift featuring Post Malone – Fortnight - Ariana Grande – We Can’t Be Friends (Wait for Your Love) - Benson Boone – Beautiful Things - Billie Eilish – Birds of a Feather - Chappell Roan – Good Luck, Babe! - Charli XCX and Billie Eilish – Guess - Eminem – Houdini - Future, Metro Boomin and Kendrick Lamar – Like That - GloRilla and Megan Thee Stallion – Wanna Be - Hozier – Too Sweet - Kendrick Lamar – Not Like Us - Post Malone featuring Morgan Wallen – I Had Some Help - Sabrina Carpenter – Please Please Please - Shaboozey – A Bar Song (Tipsy) - SZA – Saturn - Tommy Richman – Million Dollar Baby                      |
| Best Direction | Best Art Direction |
| Taylor Swift featuring Post Malone – Fortnight (Regie: Taylor Swift) - Ariana Grande – We Can’t Be Friends (Wait for Your Love) – (Regie: Christian Breslauer) - Bleachers – Tiny Moves (Regie: Alex Lockett and Margaret Qualley) - Eminem – Houdini (Regie: Rich Lee) - Megan Thee Stallion – Boa (Regie: Daniel Iglesias Jr.) - Sabrina Carpenter – Please Please Please (Regie: Bardia Zeinali)                                                                               | Megan Thee Stallion – Boa (Art Direction: Brittany Porter) - Charli XCX – 360 (Art Direction: Grace Surnow) - Lisa – Rockstar (Art Direction: Pongsan Thawatwichian) - Olivia Rodrigo – Bad Idea Right? (Art Direction: Nicholas des Jardins) - Sabrina Carpenter – Please Please Please (Art Direction: Nicholas des Jardins) - Taylor Swift featuring Post Malone – Fortnight (Art Direction: Ethan Tobman) |
| Best Choreography | Best Cinematography |
| Dua Lipa – Houdini (Choreography by Charm La’Donna) - Bleachers – Tiny Moves (Choreography by Margaret Qualley) - Lisa – Rockstar (Choreography by Sean Bankhead) - Rauw Alejandro – Touching the Sky (Choreography by Felix “Fefe” Burgos) - Tate McRae – Greedy (Choreography by Sean Bankhead) - Troye Sivan – Rush (Choreography by Sergio Reis) | Ariana Grande – We Can’t Be Friends (Wait for Your Love) – (Kamera: Anatol Trofimov) - Charli XCX – Von Dutch (Kamera: Jeff Bierman) - Dua Lipa – Illusion (Kamera: Nikita Kuzmenko) - Olivia Rodrigo – Obsessed (Kamera: Marz Miller) - Rauw Alejandro – Touching the Sky (Kamera: Camilo Monsalve) - Taylor Swift featuring Post Malone – Fortnight (Kamera: Rodrigo Prieto) |
| Best Editing | Best Visual Effects |
| Taylor Swift featuring Post Malone – Fortnight (Schnitt: Chancler Haynes) - Anitta – Mil Veces (Schnitt: Nick Yumul) - Ariana Grande – We Can’t Be Friends (Wait for Your Love) – (Schnitt: Luis Caraza Peimbert) - Eminem – Houdini (Schnitt: David Checel) - Lisa – Rockstar (Schnitt: Nik Kohler) - Sabrina Carpenter – Espresso (Schnitt: Jai Shukla) | Eminem – Houdini (Spezialeffekte: Synapse Virtual Production, Louise Lee, Rich Lee, Metaphysic and Flawless Post) - Ariana Grande – The Boy Is Mine (Spezialeffekte: Digital Axis) - Justin Timberlake – Selfish (Spezialeffekte: Candice Dragonas) - Megan Thee Stallion – Boa (Spezialeffekte: Mathematic) - Olivia Rodrigo – Get Him Back! (Spezialeffekte: Uppercut, John Geehreng, Steve Cokonis, Mitch Gardiner, Chelsea Pistono, John Ashby, Alice Cen, Ernie Armitage, Georgina Poushkine, Cooper Vacheron, Preston Mohr, Karen Arakelian and Justin Johnson) - Taylor Swift featuring Post Malone – Fortnight (Spezialeffekte: Parliament) |
| Group of the Year | VMAs Most Iconic Performance |
| Seventeen - Coldplay - Imagine Dragons - NCT Dream - NewJeans - NSYNC - Tomorrow X Together - Twenty One Pilots | Katy Perry – Roar (2013, live from Empire-Fulton Ferry Park) - Beyoncé – Love on Top (2011) - Britney Spears, Christina Aguilera, Madonna and Missy Elliott – Like a Virgin and Hollywood (2003) - Eminem – The Real Slim Shady and The Way I Am (2000) - Lady Gaga – Paparazzi (2009) - Madonna – Like a Virgin (1984) - Taylor Swift – You Belong with Me (2009) |
| Best Trending Video | |
| Megan Thee Stallion featuring Yuki Chiba – Mamushi - Beyoncé – Texas Hold ’Em - Camila Cabello featuring Playboi Carti – I Luv It - Chappell Roan – Hot to Go! - Charli XCX – Apple - Tinashe – Nasty | |
| Michael Jackson Video Vanguard Award | |
| Katy Perry | |